# تزیته یکم
تَزیتَه یکم (به انگلیسی: Tazitta) یا دازیتِه (به انگلیسی: Da-a-zi-te) یا تازیتا یکی از شاهان ایرانی در دورهٔ ایلام بود. 
بر پایه فهرست شاهان سیماشکی که در شوش به دست آمده است، تزیته یکم دومین شاه سیماشکی بوده است. نام این شاه همچنین در اسناد به دست آمده از میانرودان در سال هشتم پادشاهی امرسین (۲۰۴۰پ.م) و سال دوم پادشاهی شوسین (۲۰۳۷پ.م) ذکر شده است.
معنی لغوی تازیتا حاکم و قدرتمند است. 

## کتابشناسی
- قشقائی، حمیدرضا، گاهنمای ایلامیان، تهران، اوگان، ۱۳۹۰.
- کامرون، جرج، ایران در سپیده دم تاریخ، ترجمه ی حسن انوشه، تهران، علمی و فرهنگی، ۱۳۷۲.
- مجیدزاده، یوسف، تاریخ و تمدن ایلام، تهران، مرکز نشر دانشگاهی، ۱۳۷۰.
- هینتس، والتر، دنیای گمشده ی ایلام، ترجمه ی فیروز فیروزنیا، تهران، علمی و فرهنگی، ۱۳۷۱.
- Potts, D. T., The Archaeology of Elam, Cambridge University Press, 1999.